# کخا (هیرمند)
کخا یک روستا در ایران است که در استان سیستان و بلوچستان واقع شده‌است. کخا ۱۰۵ نفر جمعیت دارد.